# Rokuzan Ogiwara
Rokuzan Ogiwara (荻原 碌山, Ogiwara Rokuzan), 1er décembre 1879 – 22 avril 1910, est un sculpteur japonais  actif pendant l'ère Meiji de l'histoire du Japon. Son nom véritable est Morie Ogiwara (荻原 守衛, Ogiwara Morie). Il est considéré comme l'un des pionniers de la sculpture en bronze moderne de style occidental au Japon.

## Jeunesse
Ogiwara naît à Azumino, ville de la préfecture de Nagano dans les montagnes du centre du Japon, cinquième fils d'un agriculteur. Il est contraint de quitter tôt l'école en raison d'une faiblesse cardiaque native. En 1894, il rencontre Aizō Sōma et son épouse Kokkō Sōma, propriétaires aisés de la boulangerie Nakamura-ya à Tokyo et réputés amateurs d'art. C'est en partie sous leur influence qu'il devient membre d'une ligue de tempérance et se convertit au christianisme.

## Carrière
Les Sōmas reconnaissent le talent artistique d'Ogiwara et acceptent de devenir ses parrains. Il s'installe à Tokyo en 1899 et réside dans la villa d'été des Sōma à Kamakura dans la préfecture de Kanagawa.  Ogiwara voyage à New York en 1901 pour étudier la peinture à l'huile auprès des artistes contemporains Robert Henri et William Merritt Chase à la New York School of Art et à l'Art Students League,. En 1903, il se rend à Paris où il retrouve son mentor Sōma Aizo qui l'installe dans une chambre de bonne et s'arrange pour lui faire prendre des cours à la célèbre Académie Julian de peinture. Cependant, lorsqu'Ogiwara découvre Le penseur, le chef-d’œuvre tout juste achevé d'Auguste Rodin, il change complètement d'avis et décide à la place de consacrer entièrement son talent à la sculpture en bronze. Il retourne aux États-Unis en 1904 pour apprendre les techniques de sculpture à partir de zéro et revient à nouveau à l'Académie Julian en France en 1906.
Une fois de retour à paris, il a la possibilité de rencontrer Rodin en personne et reçoit de lui des conseils. Il rencontre également le fameux sculpteur japonais Kōtarō Takamura et lui sert de guide des musées de la ville lumière. Il visite le British Museum à Londres où il admire les sculptures égyptiennes. Vers cette époque, Ogiwara achève ses premières sculpture. À la fin de l'année 1907, il quitte la France pour le Japon via l'Italie, la Grèce et Égypte pour finalement rentrer chez lui en 1908.
Après sa réunion avec les Sōmas il fonde son propre atelier dans l'arrondissement Shinjuku à Tokyo près de leur boulangerie Nakamura-ya. En 1908, il présente une œuvre intitulée Mongaku à la deuxième exposition nationale Nitten. Cette œuvre, un buste grandeur nature d'un prêtre bouddhiste japonais vénéré du XIIe siècle, remporte la troisième place. Il crée ensuite deux autres pièces (Le travailleur et Hojo Torakichi) pour la troisième exposition nationale annuelle en 1909. En 1910, il achève une œuvre intitulée Femme qu'il a l'intention de présenter à la quatrième exposition nationale annuelle en 1910, mais il meurt soudainement de tuberculose après l'avoir achevé. Présentée à titre posthume, la pièce est si bien reçue par les critiques qu'elle est également choisie comme œuvre de représentation à l'Exposition anglo-japonaise de 1910 à Londres, comme premier exemple de la sculpture japonaise moderne.

## Postérité
Malgré la brièveté de sa carrière et le petit nombre d’œuvres qu'il a laissées, Ogiwara a fortement influencé le développement de la sculpture moderne au Japon. Les originaux en pierre de ses œuvres « Femme » et « Hojo Torakichi » sont classés Bien culturel important par l'administration japonaise. Ils sont à présent exposés au musée national de Tokyo tandis que l'original en bronze de « Femme » se trouve au musée national d'art moderne de Tokyo.
Le musée d'art Rokuzan à Hotaka, Azumino dans la préfecture de Nagano expose ses travaux ainsi que ceux d'autres artistes. Le bâtiment du musée, construit en 1958 à sa mémoire grâce à des fonds recueillis par les élèves de Nagano pendant plus de quarante ans, est conçu pour ressembler à une église chrétienne et bâti en utilisant des briques et des vitraux,.
Son œuvre a été honorée par un timbre commémoratif émis par la Poste japonaise. La vie d'Ogiwara a également été adaptée en un film pour la télévision, Rokuzan no ai (« L'Amour de Rokuzan ») diffusé par Tokyo Broadcasting System (TBS) en février 2007. Rokuzan est interprété par l'acteur Hiroyuki Hirayama 
et l'histoire dépeint une romance interdite entre Rokuzan et Kokkō Sōma (interprétée par Miki Mizuno) tandis que Kokkō Sōma fournit le modèle pour « Femme ».

## Source de la traduction
- (en) Cet article est partiellement ou en totalité issu de l’article de Wikipédia en anglais intitulé « Rokuzan Ogiwara » (voir la liste des auteurs).